# Mikołaj Nader
Mikołaj Nader (ur. 4 grudnia 1875 w Pogorzeli, w ówczesnym powiecie krotoszyńskim, zm. 14 września 1964 w Szczecinie) – działacz polityczny i społeczny.

## Życiorys
Był synem robotnika rolnego Sebastiana i Józefy z domu Wybieralska. W rodzimej wiosce ukończył szkołę ludową i nauczył się stolarstwa. Odbywszy w latach 1896–1898 służbę wojskową w Poznaniu, w 20. pułku artylerii polowej, wyjechał w 1899 do Berlina szukać pracy. Pracował jako stolarz, najpierw w cudzym, a następnie, od 1906 we własnym warsztacie; w 1908 zaś został właścicielem restauracji. W jego lokalu odbywały się zebrania Polonii berlińskiej, której był aktywistą. 
Od 1900 należał do aktywnych działaczy wielu towarzystw i stowarzyszeń, takich jak Towarzystwo Wyborcze, Towarzystwo „Oświata”, TCL, Towarzystwo Polsko-Katolickie, Towarzystwo Przemysłowców Polskich w Berlinie, Związek Towarzystw Katolickich w Niemczech, Towarzystwo Gimnastyczne „Sokół”, etc. W 1902 był współzałożycielem Zjednoczenia Zawodowego Polskiego na terenie okręgu berlińskiego, którego prezesem oddziału w dzielnicy Berlin-Wedding oraz prezesem okręgu brandenburskiego był między rokiem 1907 a 1918. Od grudnia tego roku do połowy roku następnego pełnił funkcję prezesa oddziału Związku Robotników i Rzemieślników ZZP w Berlinie. Na początku 1918 w okręgu berlińskim założył, wraz z innymi działaczami, Narodowe Stronnictwo Robotników, którego został skarbnikiem. W grudniu 1918 przeniósł się do Poznania, albowiem został wybrany delegatem na Sejm Dzielnicowy. Następnie był posłem na Sejm Ustawodawczy w latach 1919–1922, gdzie należał do narodowo-chrześcijańskiego klubu robotników; uczestniczył w pracach w parlamentarnej komisji ochrony pracy. Od maja 1920 był związany  Narodową Partią Robotniczą, z której ramienia z sukcesem kandydował do sejmu w latach 1922 i 1928 posłem na sejm (z okręgu ostrowskiego). Zrzekł się kandydatury w 1930 na rzecz Karola Popiela, by pomóc mu się wydostać z Berezy Kartuskiej. Od 1931 działał tylko w ZZP; do 1939 był prezesem Zarządu Głównego Związku Robotników Drzewnych i Budowlanych ZZP. 
Prowadził także działalność publicystyczną, publikując teksty o sprawach robotniczych w „Obronie Ludu” i „Prawdzie”. W marcu 1940 wpierw przesiedlony do obozu dla wysiedleńców na Głównej w Poznaniu, a następnie wywieziony stamtąd wraz z rodziną do Ostrowca Świętokrzyskiego, w którym przeżył okupację, pracując w swoim zawodzie i utrzymując kontakty z Armią Krajową. Po wojnie, w 1945 powrócił do Poznania, gdzie pracował jako magazynier w Spółdzielni Zbieraczy Złomu, a następnie w wytwórni „Catgut” oraz w latach 1952–1954 w Zjednoczeniu Budownictwa Miejskiego nr 1. Do lipca 1950 był członkiem Stronnictwa Pracy.  
Jego żoną była Pelagia Ludwiczak, z którą miał trzech synów - Franciszka (ur. 1902), Ignacego (ur. 1903) i Teodora (ur. 1905) oraz córkę Annę (ur. 1904).
Zmarł 14 września 1964 w Szczecinie. Pochowany 24 września 1964 na Cmentarzu parafialnym Bluszczowa w Poznaniu (kwatera IV-E-10-5).

## Ordery i odznaczenia
- Złoty Krzyż Zasługi (11 listopada 1936)[3]